# East Branch Missisquoi River
La Branche Est de la rivière Missisquoi (English: East Branch Missisquoi River) est un affluent de la rivière Missisquoi, traversant les municipalités d'Eden (Vermont) (comté de Lamoille) et de Lowell (Vermont) (comté d'Orleans (Vermont)), dans l'état du Vermont, aux États-Unis.
La majeure partie du bassin versant de la Branche Est de la rivière Missisquoi est accessible par la route 100 (Vermont) qui descend cette vallée; la partie inférieure est desservie par la route 58 (Vermont).
La surface de la Branche Est de la rivière Missisquoi est habituellement gelée de la mi-décembre à la mi-mars, sauf les zones de rapides; toutefois la circulation sécuritaire sur la glace se fait généralement de la fin décembre au début mars.

## Géographie
La Branche Est de la rivière Missisquoi prend sa source à flanc de montagne (altitude: 625 m) sur le versant nord-ouest du Lowell Mountains dont le sommet atteint 775 m, dans la municipalité de Eden (Vermont). Cette source de la rivière est située à:
- 6,6 km au sud du centre du village de Lowell (Vermont);
- 35,0 km à l'est du lac Champlain.

À partir de sa source, la Branche Est de la rivière Missisquoi coule sur 10,1 km, avec une dénivellation de 580 m, selon les segments suivants:
- 1,9 km vers le nord-ouest en formant deux courbes vers l'ouest et courbant vers le nord, jusqu'à la route 100;
- 3,8 km vers le nord en longeant plus ou moins la route 100, coupant le Cheney Road et en courbant vers le nord-est en fin de segment, jusqu'au Ace Brook (venant du sud-est);
- 3,5 km vers le nord en passant du côté Est du Leland Hill et en coupant le Lower Village Road, jusqu'à la route 58 (Hazen Notch Road), soit du côté ouest du centre du village de Lowell;
- 0,9 km vers le nord-ouest en longeant la route 58, jusqu'à son embouchure[2].

La Branche Est de la rivière Missisquoi se déverse dans un coude de rivière sur la rive sud-est de la rivière Missisquoi. L’embouchure de la Branche Est de la rivière Missisquoi est située à:
- 0,8 km au nord-ouest du centre de Lowell (Vermont);
- 14,7 km au sud de la frontière canado-américaine;
- 34,3 km à l'est du lac Champlain.

## Toponymie
Le toponyme "East Branch Missisquoi River" a été inscrit le 29 octobre 1980 au USGS (U.S. Geological Survey).